# Impulsion magnétique ultra-courte
Les impulsions électromagnétiques ultra-courtes (aussi appelées hyperfréquences) font actuellement (2008) l'objet de recherches en vue d'applications dans la médecine (phénomène d'électroporation ou d'électroperméabilisation utilisé contre le cancer) comme dans l'armement.

## Applications

### Applications médicales
L'électroporation contre le cancer. Des impulsions puissantes et condensées sur une centaine de microsecondes impactent les cellules, en particulier la partie extérieure de la membrane qui devient poreuse et donc perméable chimiquement. L'effet est particulièrement fort pour les cellules en division, donc les tumeurs. La porosité obtenue permet de faire entrer un traitement anticancéreux dans la cellule.
Ce traitement a été développé grâce à un programme de recherche européen coordonné par l'Institut Gustave-Roussy. En 2008, il ne concerne encore que les tumeurs cutanées et sous-cutanées.